# László Réczi
László Réczi (Kiskunfélegyháza, 14 luglio 1947) è un ex lottatore ungherese, specializzato nella lotta greco-romana.

## Palmarès

### Olimpiadi
- 1 medaglia:
  - 1 bronzo (Montréal 1976 nei pesi gallo)

### Mondiali
- 1 medaglia:
  - 1 oro (Göteborg 1977 nei 62 kg)